# 斯特朗山
斯特朗山（英語：Mount Strong），是南極洲的山峰，位於帕爾默地，處於埃蘭德山脈以東9公里，在1974年由美國地質調查局繪入地圖，以該國研究隊的生物學家命名，現時由南極條約體系管理。